# COROT-1
COROT-1 (CoRoT-Exo-1) — зірка, яка знаходиться в сузір'ї Єдинорога на відстані близько 1560 світлових років від нас. Навколо зірки звертається щонайменше одна планета.

## Характеристики
COROT-1 є сонцеподібною зіркою: вона належить до класу жовтих карликів головної послідовності. Її маса і діаметр дорівнюють 0,95 і 1,11 сонячних відповідно. Температура поверхні становить приблизно 5950 кельвінів. Зірка отримала своє найменування на честь космічного телескопа COROT, за допомогою якого вона відкрила планетарний компаньйон.

## Планетарна система
У 2008 році групою астрономів, що працюють у рамках програми COROT, було оголошено про відкриття планети COROT-1b у цій системі. Це було перше подібне відкриття, здійснене телескопом COROT. Планета відноситься до класу гарячих юпітерів: маючи масу та радіус, близькі до Юпітера, вона звертається дуже близько до батьківської зірки — на відстані близько 0,02 а. е. Завдяки такому розташуванню, цілком імовірно, що верхні шари атмосфери планети можуть випаровуватися у відкритий космос.